# Список картин Петра Захаровича Захарова-Чеченца
Ниже представлен список картин художника Петра Захаровича Захарова-Чеченца. Список далеко не полон. По состоянию на 1977 год было известно около 100 его картин.

## Список картин
| №  | Изображение | Название | Год создания          | Размеры (см)                                                | Галерея                                                                                         | Прим.  |
| -- | ----------- | --- | --------------------- | ----------------------------------------------------------- | ----------------------------------------------------------------------------------------------- | ------ |
| 1  |             | Автопортрет | 1833—1834 г.          |                                                             |                                                                                                 |        |
| 2  |             | Портрет Ф. И. Ладыженского | 1836 г.               | 34,7 × 28,8                                                 | Национальный художественный музей Республики Беларусь, Минск                                    |        |
| 3  |             | Рыбак | Около 1836 г., Россия | 50,0 × 40,0                                                 | Воронежский областной художественный музей имени И. Н. Крамского, Воронеж                       |        |
| 4  |             | Портрет Николая Александровича Исленьева | 1837 г. Россия        | 74,0 × 64,0                                                 | Эрмитаж, Санкт-Петербург Инв. номер ЭРЖ-186                                                     | [ 2 ]  |
| 5  |             | Портрет писателя Андрея Николаевича Муравьева | 1838 г., Россия       | 41,5 × 35,3                                                 | Эрмитаж, Санкт-Петербург Инв. номер ЭРЖ-897                                                     | [ 3 ]  |
| 6  |             | Портрет Варвары Александровны Ладыженской | 1838 г.               |                                                             |                                                                                                 |        |
| 7  |             | Портрет детей у Ермоловых | 1839 г., Россия       | 98,5 × 75,9                                                 | Государственная Третьяковская галерея, Москва                                                   |        |
| 8  |             | Портрет Анны Григорьевны Ермоловой со своими детьми | 1840 г., Россия       | 67,0 × 54,5                                                 | Частная коллекция                                                                               | [ 4 ]  |
| 9  |             | Портрет отставного военного | 1840 г., Россия       | 66,7 × 54,5                                                 | Эрмитаж, Санкт-Петербург Инв. номер ЭРЖ-1961                                                    | [ 5 ]  |
| 10 |             | Портрет Алексея Николаевича Киреева | 1840-е гг.            |                                                             |                                                                                                 |        |
| 11 |             | Портрет Ивана Петровича Матюшенкова | 1840-е гг.            | Музей истории медицины                                      |                                                                                                 |        |
| 12 |             | Портрет Варвары Петровны Самсоновой | 1840-е гг. (?)        |                                                             |                                                                                                 |        |
| 13 |             | Портрет купца Ивана Алексеевича Жадимеровского | После 1840 г., Россия | 71.0 × 60.0                                                 | Эрмитаж, Санкт-Петербург Инв. номер ЭРЖ-1753                                                    | [ 6 ]  |
| 14 |             | Пейзаж | 1841 г.               | 47,0×37,0                                                   | Музей В. А. Тропинина                                                                           | [ 7 ]  |
| 15 |             | Распространено мнение, что портрет горца в бурке является автопортретом Захарова. Сотрудница Третьяковской галереи Людмила Маркина указывает, что в 1843 году, когда писалась картина, Захарову было 27 лет, а горец, запечатлённый на портрете, явно старше. | 1842 г.               |                                                             |                                                                                                 |        |
| 16 |             | Портрет генерала Алексея Петровича Ермолова | Около 1843 г., Россия | 52,0 × 43,0                                                 | Музей В. А. Тропинина и московских художников его времени, Москва                               |        |
| 17 |             | Портрет Александры Васильевны Алябьевой | 1844 г., Россия       | 79,0 × 63,5                                                 | Музей изобразительных искусств имени А. С. Пушкина, Москва                                      |        |
| 18 |             | Портрет Фёдора Ивановича Иноземцева | 1844 г., Россия       | 64,9 × 52,2                                                 | Государственная Третьяковская галерея, Москва                                                   |        |
| 19 |             | Портрет Ильи Фёдоровича Ладыженского | 1844 г.               | 50 × 41                                                     | Национальный музей Чеченской Республики, Грозный                                                |        |
| 20 |             | Портрет неизвестного в чёрном сюртуке | 1844 г.               | 66 × 51                                                     | Государственный Русский музей, Санкт-Петербург                                                  |        |
| 21 |             | Портрет Тимофея Николаевича Грановского | 1845 г., Россия       | 81,0 × 64,0                                                 | Государственная Третьяковская галерея, Москва                                                   | [ 9 ]  |
| 22 |             | Портрет Петра Николаевича Новосильцева в мундире Киевского гусарского полка | 1852 г.               |                                                             |                                                                                                 |        |
| 23 |             | Адъютант великого князя Михаила Павловича Яков Ростовцев | 1838                  | Акварель                                                    | Эрмитаж, Санкт-Петербург Инв. номер ЭРР-514                                                     | [ 10 ] |
| 24 |             | Портрет Михаила Юрьевича Лермонтова | 1834                  |                                                             |                                                                                                 |        |
| 25 |             | Иван Иванович Ханенко с собакой | 1841                  |                                                             |                                                                                                 |        |
| 26 |             | Портрет Николая Ивановича Надеждина |                       |                                                             | Музей изобразительных искусств имени А. С. Пушкина                                              |        |
| 27 |             | Портрет Глафиры Львовна Бертье де ля Гард, дочь художника Льва Александровича Волкова |                       |                                                             | Музей В. А. Тропинина и московских художников его времени                                       |        |
| 28 |             | Портрет Петра Николаевича Ермолова |                       |                                                             |                                                                                                 |        |
| 29 |             | Миниатюрный портрет молодого Н. А. Некрасова. Акварель |                       |                                                             |                                                                                                 |        |
| 30 |             | Портрет Александра Захаровича Муравьева |                       |                                                             | Российская национальная библиотека. Санкт-Петербург                                             |        |
| 31 |             | Портрет Екатерины Столыпиной |                       |                                                             | Художественный музей имени Ц. С. Сампилова. Улан-Удэ                                            | [ 11 ] |
| 32 |             | Портрет писателя Андрея Муравьёва |                       |                                                             |                                                                                                 |        |
| 33 |             | Портрет Н. А. Постниковой (тёща художника) | 1845                  | Холст, масло. 65,3 х 50,7 см                                | Государственная Третьяковская галерея                                                           | [ 8 ]  |
| 34 |             | Портрет герцога Максимилиана Лихтенбергского | 1845                  | 14х9 см                                                     | Псковский государственный объединенный историко-архитектурный и художественный музей-заповедник |        |
| 35 |             | Фото рисунка | 1845                  | Картон, фотография, альбуминовая печать. 34,4х43,2 см       | Государственный исторический музей                                                              |        |
| 36 |             | Ночное свидание | 1841                  | Бумага, акварель, гуашь, карандаш, паспарту. 16,5 х 11,5 см | Музей-заповедник «Гатчина»                                                                      |        |
| 37 |             | Портрет Бенедиктова Владимира Григорьевича | Начало 1840-х         | Холст, масло. 67 х 54 см                                    | Государственный музей А. С. Пушкина                                                             |        |
| 38 |             | Портрет Александры Петровны Захаровой | 1839                  | Бумага, карандаш. 18,5х14,0 см                              | Государственный музей А. С. Пушкина                                                             |        |
| 39 |             | Портрет дамы в красном бархатном платье | Конец 1830-х          | Холст, масло. 65,0х48,8 см                                  | Музей имени Тропинина                                                                           |        |
| 40 |             | Портрет великой княжны Ольги Николаевны | Конец 1842            | Картон, акварель. 21,6 х 18,4 см                            | Государственный музей А. С. Пушкина                                                             |        |
| 41 |             | Портрет Михаила Ивановича Крашенинникова | 1843-1845             | Картон, масло. 29,5 х 23,0 см                               | Музей имени Тропинина                                                                           |        |
| 42 |             | Портрет графини Н. И. Толстой, урожденной Спиридовой, жены графа Н. А. Толстого | 1840-е годы           | Холст, масло. 64,0 х53,5 см                                 | Музей имени Тропинина                                                                           |        |
| 43 |             | Офицеры | 1840-е годы           | Холст, масло. 39,0 х 32,5 см                                | Екатеринбургский музей изобразительных искусств                                                 |        |